# IK Skovbakken
L'IK Skovbakken est un club omnisports situé à Aarhus au Danemark.
La section football évolue en deuxième division du championnat danois. Elle dispute ses matchs à domicile au Vejlby Stadion d'Aarhus, dont la capacité est de 5 000 places. 
L'équipe de basketball, les Bakken Bears, est l'une des meilleures du pays. 
Le club comprend également des sections d'athlétisme, de badminton, handball, tennis et volleyball.

## Palmarès
- Championnat du Danemark de handball masculin (2) : 1961-1962, 1981-1982